# Huerta de las Infantas

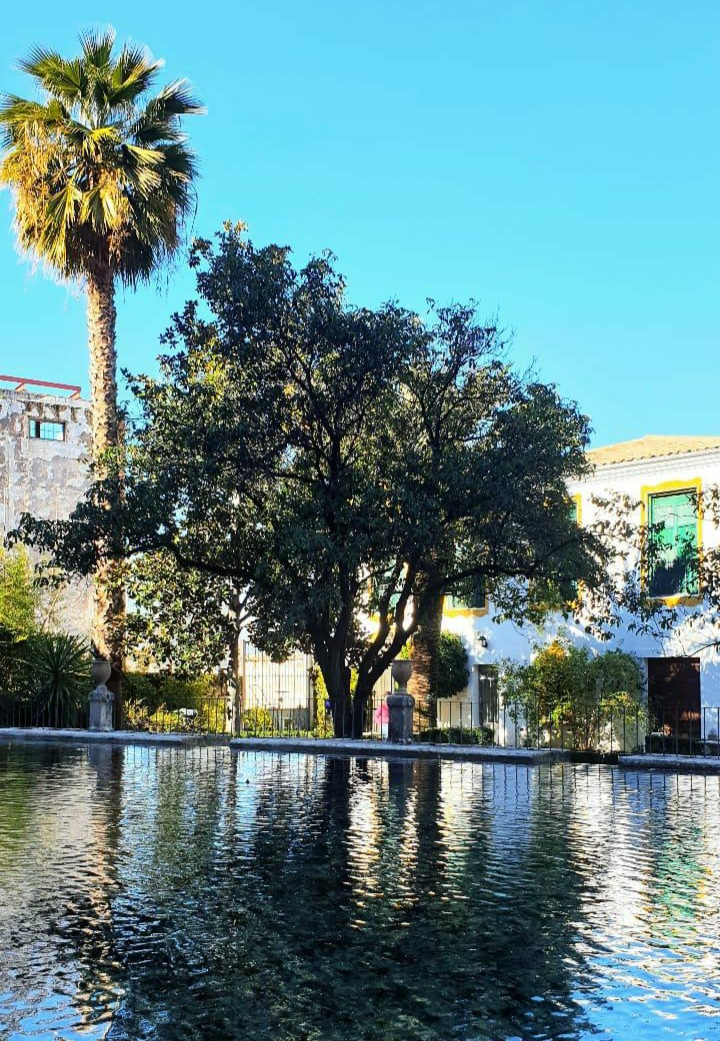
Vista del estanque y al fondo, del edificio de La Quinta, sede del Museo del Textil.

La Huerta de las Infantas, también conocido como Recreo de Castilla, es un jardín situado al borde de la muralla del Adarve de la ciudad de Priego de Córdoba, Andalucía, España. Se encuentra en la zona inferior al castillo de Priego de Córdoba y tiene sus orígenes en el año 1550.

## Historia
La primera referencia a este paraje natural data del año 1550 en una carta de compraventa con el nombre de Huerta de las Infantas. En 1857 los terrenos son adquiridos por Antonio Castilla, alcalde de Priego y diputado provincial, quien se construye una residencia de verano en la zona denominada La Quinta. Sus descendientes, los Castilla Abril y los Castilla Bermúdez Cañete, se encargaron de convertir el recinto en un jardín romántico en las siguientes décadas, sembrando gran vegetación e instalando juegos de agua, por lo que comenzó a denominarse también Recreo de Castilla, en referencia a la familia. El jardín y el estanque reciben agua directamente del manantial ubicado en la Fuente del Rey de la localidad, que antiguamente hacía girar a cinco molinos cercanos a la zona, y servía como lugar de ocio para la familia, quienes realizaban veladas y fiestas en la Huerta.
En 1948 un grupo de músicos prieguenses buscan un recinto bucólico y digno donde poder interpretar piezas musicales al estilo del Festival de Música de Granada realizado en los jardines de la Alhambra. Los artistas pidieron permiso al propietario de la Huerta, Álvaro Castilla Abril, quien se lo concedió, celebrándose el primer concierto el 1 de septiembre de ese año. Este fue el origen del que sería el futuro Festival Internacional de Música, Teatro y Danza de Priego. Dicho festival continuó celebrándose en la Huerta de las Infantas en los sucesivos años hasta 1957. A partir de la década de 1970 entra en un estado de abandono gradual que llevó al recinto a la ruina. En 1996 el geógrafo Ángel Luis Vera Aranda escribió sobre el lugar:

Las leyendas en torno a pasadizos secretos y tesoros escondidos se entremezclan con lo que es la realidad de lo que podrían ser muchos espacios de Priego (la Joya o el Adarve sin ir más lejos) si se utilizara correctamente la relación entre el travertino, el agua y la vegetación, receta hasta el presente muy olvidada por quienes tienen en sus manos la posibilidad de hacer de la ciudad subbética un marco aún todavía más incomparable del que hoy es.

## Recuperación
En 2003 el Ayuntamiento de Priego convocó un concurso de ideas para recuperar este espacio y convertirlo en un jardín o espacio público. A pesar de que el concurso se celebró, el proyectó quedó en suspenso debido a la situación económica hasta 2008, cuando el Ayuntamiento solicitó ayuda de los Fondos Feder para acometer la restauración, cuyo presupuesto alcanzaba los 3 millones de euros. No obstante, en 2012 hubo que reformular el proyecto para abandonar la restauración del molino de los Montoro, que será la futura sede del Museo Arqueológico de Priego, lo que dio comienzo a las obras en abril de 2013, siendo finalmente inaugurado y abierto al público la Huerta de las Infantas en junio del mismo año. Las obras incluyeron la conexión con la calle Santiago, con escaleras y ascensor, y la recuperación de acequias, canales de agua y el estanque.
Asimismo, se abrió una pequeña estancia del edificio de La Quinta, la antigua residencia de verano de la familia Castilla, como aseos gracias al Plan de Fomento del Empleo Agrario. Más tarde, gracias a la donación de los familiares de Domingo Pedrajas Jiménez, se instaló en La Quinta el 16 de mayo de 2019 el denominado Museo del Textil o Aula de la Industria Textil, que abarca el desarrollo de este sector desde mediados del siglo XIX hasta la década de 1960. El 4 de junio de 2021 se licitaron las obras para la recuperación del molino de los Montoro para su adecuación como museo municipal con un presupuesto de 1,6 millones de euros.